# Romero Rubio, Veracruz
Romero Rubio är en ort i Mexiko.   Den ligger i kommunen Sayula de Alemán och delstaten Veracruz, i den sydöstra delen av landet, 500 km öster om huvudstaden Mexico City. Romero Rubio ligger 43 meter över havet och antalet invånare är 224.
Terrängen runt Romero Rubio är platt. Runt Romero Rubio är det glesbefolkat, med 10 invånare per kvadratkilometer. Närmaste större samhälle är Venustiano Carranza, 14,2 km öster om Romero Rubio. Omgivningarna runt Romero Rubio är en mosaik av jordbruksmark och naturlig växtlighet.